# Queen's Club Championships 2025
Queen's Club Championships 2025 (cunoscut și sub denumirea de HSBC Championships din motive de sponsorizare) a fost un turneu profesionist de tenis care s-a jucat pe terenuri cu iarbă în aer liber la Queen's Club din Londra, Regatul Unit. Aceasta a fost cea de-a 122-a ediție a evenimentului pentru bărbați și prima ediție pentru femei. Turneul masculin este clasificat ca turneu ATP 500 în circuitul ATP 2025 și va avea loc între 16 și 22 iunie, iar cel feminin este clasificat ca turneu WTA 500 în circuitul WTA 2025 și a avut loc între 9 și 15 iunie.

## Campioni

### Simplu masculin
Pentru mai multe informații consultați Queen's Club Championships 2025 – Simplu masculin

### Simplu feminin
Pentru mai multe informații consultați Queen's Club Championships 2025 – Simplu feminin

### Dublu masculin
Pentru mai multe informații consultați Queen's Club Championships 2025 – Dublu masculin

### Dublu feminin
Pentru mai multe informații consultați Queen's Club Championships 2025 – Dublu feminin

## Puncte și premii în bani

### Distribuția punctelor
| Probă           | Câștigător | Finalist | Semifinalist | Sfertfinalist | Runda 2 | Runda 1 | Q   | Q2  | Q1  |
| Simplu masculin | 500        | 330      | 200          | 100           | 50      | 0       | 25  | 13  | 0   |
| Dublu masculin  | 500        | 300      | 180          | 90            | 0       | N/A     | 45  | 25  | 0   |
| Simplu feminin  | 500        | 325      | 195          | 108           | 60      | 1       | 25  | 13  | 1   |
| Dublu feminin   | 500        | 325      | 195          | 108           | 1       | N/A     | N/A | N/A | N/A |

### Premii în bani
| Probă           | C         | F         | SF        | QF       | R16      | R32      | Q2       | Q1      |
| Simplu masculin | 471.755 € | 253.790 € | 135.255 € | 69.100 € | 36.885 € | 19.670 € | 10.080 € | 5.655 € |
| Dublu masculin* | 154.930 € | 82.620 €  | 41.800 €  | 20.910 € | 10.820 € | N/A      | N/A      | N/A     |
| Simplu feminin  | 218.000 $ | 134.260 $ | 78.425 $  | 38.140 $ | 20.875 $ | 15.020 $ | 10.135 $ | 5.185 $ |
| Dublu feminin*  | 72.180 $  | 43.860 $  | 25.470 $  | 13.080 $ | 7.970 $  | N/A      | N/A      | N/A     |

*per echipă